# Shapeways
Shapeways là công ty khởi nghiệp và dịch vụ in 3D tại New York được thành lập tại Hà Lan. Người dùng thiết kế và tải lên các tệp có thể in 3D và Shapeways in các đối tượng cho họ hoặc những người khác.  Người dùng có thể có các đối tượng được in trên 55 loại vật liệu và hoàn thiện, bao gồm: nhựa, kim loại quý, thép và gốm sứ an toàn thực phẩm, đã bị ngừng và được thay thế bằng vật liệu sứ.
Tính đến ngày 20 tháng 6 năm 2012, Shapeways đã in và bán hơn một triệu đối tượng do người dùng tạo.
Vào ngày 19 tháng 10 năm 2012, Shapeways đã mở một nhà máy in 3-D mới tại Queens, New York có thể chứa 50 máy in công nghiệp và sản xuất hàng triệu sản phẩm được người tiêu dùng thiết kế mỗi năm.

## Công ty
Năm 2009, Shapeways tuyển dụng hơn 90 người. Trụ sở chính đặt tại New York với các văn phòng ở Eindhoven và Seattle. Shapeways là một công ty spin-out của vườn ươm lối sống của Royal Philips Electronics. Các nhà đầu tư bao gồm Lux Capital, Union Square Ventures và Andreessen Horowitz ở New York và Index Ventures ở London.

## Lịch sử

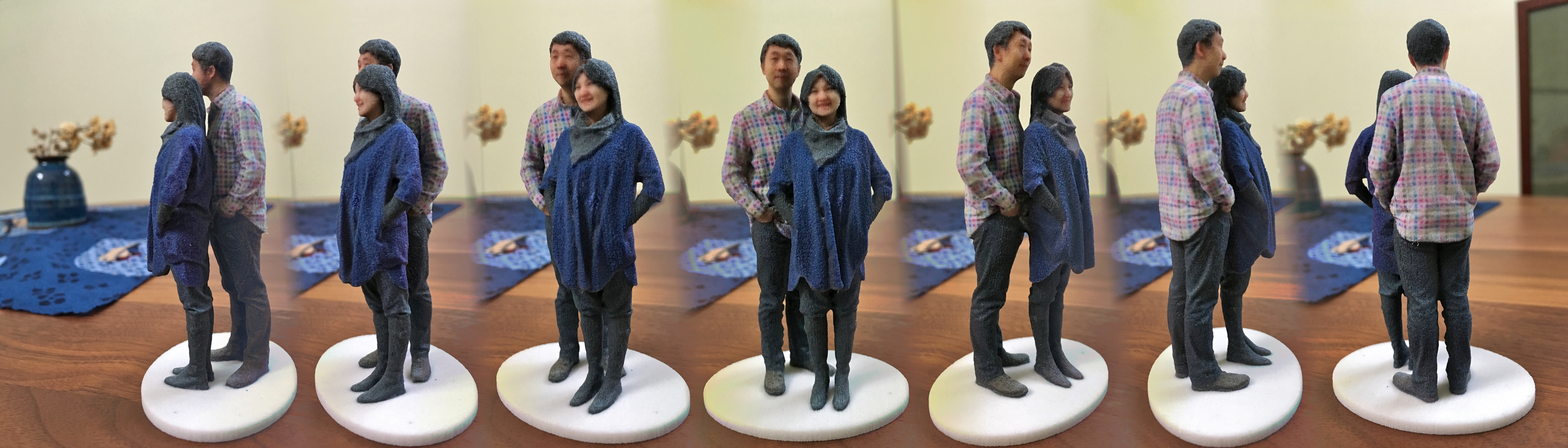
Một bức ảnh tự sướng 3D với tỷ lệ 1:20 được in bởi Shapeways, được tạo ra bởi công viên thu nhỏ Madurodam từ những bức ảnh 2D chụp tại gian hàng ảnh Fantasitron của nó.

Shapeways bắt đầu như một công ty con phái sinh của Royal Philips Electronics, Hà Lan vào năm 2007. Nó được thành lập bởi Peter Weijmarshausen, Robert Schouwenburg và Marleen Vogelaar và ý tưởng được đưa ra tại bộ phận thiết kế của Philips. Nó đạt được sự phát triển hơn nữa trong chương trình 'Máy ấp trứng Lifestyle' của Philips, cung cấp hỗ trợ cho các công ty khởi nghiệp với những ý tưởng sáng tạo.
Trong năm 2008, một dịch vụ đã được đưa ra cho phép khách hàng thiết kế sản phẩm 3 chiều của riêng mình thông qua tạo mẫu nhanh bằng cách gửi tệp CAD tới trang web Shapeways để in 3D. Nhà thiết kế cũng có thể bán thiết kế của riêng mình để in 3D theo yêu cầu cho khách hàng, Shapeways xử lý giao dịch tài chính, sản xuất, phân phối và dịch vụ khách hàng; lợi nhuận đi đến nhà thiết kế.
Ban đầu tạo mẫu nhanh chỉ có thể in bằng các vật liệu đơn giản. Sau đó nylon cũng có thể in được. Trong năm 2009,họ tuyên bố đã thành công trong việc sản xuất thép không gỉ. Tính đến năm 2012, kích thước và vật liệu đã mở rộng sang đến bạc sterling, acrylic, in 3D đầy đủ màu sắc và gốm sứ an toàn thực phẩm.
Hiện tại, tùy chọn này tồn tại cho người tiêu dùng để thích ứng với thiết kế mà không cần biết trước về lập trình thiết kế 3D. Có các mô hình có thể được điều chỉnh theo thời gian thực bằng cách tải lên văn bản hoặc hình ảnh mới: gọi là 'Người sáng tạo'. Ngoài ra còn có khả năng tham gia vào các nền tảng Đồng sáng tạo, trong đó người tiêu dùng và nhà thiết kế làm việc cùng nhau để đạt được kết quả tối ưu. Vào tháng 7 năm 2014, Shapeways đã công bố một chương trình hợp tác với Hasbro, Inc. để sản xuất các mẫu ký tự in 3D từ My Little Pony: Friendship Is Magic dựa trên thiết kế do các nghệ sĩ người hâm mộ tạo ra từ chương trình và được Hasbro phê duyệt. Cách tiếp cận này đã được xem như là một cách để dẫn đến các sản phẩm truyền thông được cấp phép khác từ Hasbro và các công ty khác của Hollywood.
Ngày 21 tháng 2 năm 2018, Shapeways đã chỉ định Gregory Kress làm CEO, thay thế Tom Finn.